# Mehdi Memmedov
Mehdi Memmedov (en azerí: Mehdi Məmmədov; Şuşa, 22 de mayo de 1918 – Bakú, 28 de enero de 1985) fue actor, director de escena, traductor y pedagogo de Azerbaiyán, Artista del Pueblo de la URSS.

## Biografía
Mehdi Memmedov nació el 22 de mayo de 1918 en Şuşa. En 1936 se graduó de la Universidad Estatal de Cultura y Arte de Azerbaiyán. También estudió en la Academia Rusa de Artes Teatrales. Él fue director de escena del Teatro Académico Estatal de Drama de Azerbaiyán en 1960-1963, del Teatro de Ópera y Ballet Académico Estatal de Azerbaiyán en 1956-1960 y del Teatro Estatal Académico Ruso de Drama de Azerbaiyán en 1978-1982. Mehdi Memmedov también enseñó en la Universidad Estatal de Cultura y Arte de Azerbaiyán desde 1946 y la Universidad Estatal de Bakú en 1963-1970. Él fue autor de varias obras sobre teoría del arte y estética.
Mehdi Memmedov murió el 28 de enero de 1985 en Bakú y fue enterrado en el Callejón de Honor. El 23 de abril de 2018 el presidente de Azerbaiyán, Ilham Aliyev, firmó un decreto sobre el centenario del actor.

## Premios y títulos
- Artista de Honor de la RSS de Azerbaiyán (1949)
- Artista del Pueblo de la RSS de Azerbaiyán (1958)
- Orden de la Bandera Roja del Trabajo (1959)
- Artista del pueblo de la URSS (1974)
- Orden de la Revolución de Octubre